# 関西・大阪21世紀協会
公益財団法人関西・大阪二十一世紀協会（かんさい・おおさかにじゅういっせいききょうかい、KANSAI･OSAKA 21st CENTURY ASSOCIATION）は、関西の経済界が中心となって運営する内閣府所管の公益財団法人である。財団法人時代の旧主務官庁は、経済産業省。

## 概要
1982年、財団法人大阪二十一世紀協会（対外名称は「大阪21世紀協会」）として設立。「大阪21世紀計画」と題し、21世紀の国際都市作りを目指すことを目的とした。設立に併せて「大阪21世紀計画」の基本理念を作成し、1983年に「グラウンドデザインの基軸」を制定。
大阪21世紀の総合計画である「人が元気・暮らしが安心・都市が元気～大阪の再生・元気倍増プラン」と、大阪市が考える「アジアの交流拠点として都市の活気があふれる大阪の街づくり」、「人が集まり、育ちや新しいものを生み出す大阪作り」、「暮らしたい・訪れたい・魅力あふれる大阪作り」を柱として、「水都大阪」「文化創造都市・大阪」の実現を目指して取り組む。
1986年・1992年・2003年に改訂版の「グラウンドデザインの基軸II」、「新グラウンドデザイン」、「第3次グラウンドデザイン」を策定した。

## 沿革
- 1982年4月8日 - 財団法人大阪二十一世紀協会として設立。当時の会長（理事）は熊谷信昭、理事長（代表理事）は堀井良殷。
- 2012年4月1日 - 財団法人から公益財団法人に移行し、「関西・大阪二十一世紀協会」に名称を変更した。
- 2014年4月、独立行政法人日本万国博覧会記念機構が行っていた「万博記念基金事業」の事業を、同機構の解散に伴い継承。

## 事業内容
- 大阪築城400年まつり
- 御堂筋パレード（第1回は上記イベントの開会記念として実施）
- 大阪城サマーフェスティバル
- 3000人の吹奏楽（後援スポンサーとして担当している）
- 大阪世界帆船まつり'83
- 大阪文化祭賞